# Matthew Flinders
Kaptajn Matthew Flinders (16. marts 1774 – 19. juli 1814) var en engelsk søfarer og kartograf, som foretog den første kystnære omsejling af Australien. Han regnes også som den første, der brugte navnet Australien om hele kontinentet inklusiv Van Diemen's Land (nu Tasmanien). Han fandt, at navnet lød bedre end tidligere navne som Terra Australis.
Flinders deltog i flere opdagelsesrejser mellem 1791 og 1803. Den mest kendte er omsejlingen af Australien og en tidligere rejse med George Bass, hvor de viste, at Van Diemen's Land er en ø.
På vej tilbage til England i 1803 blev Flinders arresteret af den franske guvernør på Isle de France (Mauritius). Selvom Storbritannien og Frankrig var i krig, håbede Flinders at den videnskabelige karakter af hans arbejde ville sikre ham fri passage, men han forblev arresteret i mere end seks år. I fangenskabet nedskrev han alle detaljer om sine rejser, så de senere kunne udgives. Han nedskrev også et forslag, om at kalde det nye kontinent 'Australia', som en fællesbetegnelse for New Holland og New South Wales – et forslag som senere blev taget op af guvernør Macquarie i New South Wales.
Flinders helbred havde taget skade. Han vendte tilbage til England i 1810, men levede ikke længe nok til at opleve den succes hans bog og atlas, A Voyage to Terra Australis, fik. Hans gravsted var ukendt midt i det 19. århundrede, men arkæologer, der udgravede en tidligere begravelsesplads nær Londons Euston railway station, annoncerede i januar 2019, at hans rester var fundet.

## Tidlige liv
Matthew Flinders blev født i Donington, Lincolnshire i England. Han var søn af kirurgen Matthew Flinders og hans kone Susannah, født Ward. Han gik i skole i Cowley's Charity School i Donington fra 1780 og derefter hos pastor John Shinglars Grammar School i Horbling i Lincolnshire.
Med hans egne ord blev han overbevist om, at han ville stå til søs efter at have læst Robinson Crusoe, og i 1789, 15 år gammel, gik han ind i flåden, Royal Navy. Under kaptajn Thomas Pasleys blev Flinders mønstret på HMS Alert som tjener, men snart blev han overført til HMS Scipioo som matros. I juli 1790 blev han midshipman (den laveste officersgrad i Royal Navy) på HMS Bellerophon.

## Tidlig karriere

### Midshipman hos Captain Bligh
I maj 1791, på Pasleys anbefaling, kom Flinders med kaptajn William Bligh på HMS Providence, der skulle sejle brødfrugt fra Tahiti til Jamaica. Det var Blighs anden rejse efter brødfrugt efter den mislykkede tur med HMS Bounty. Ekspeditionen sejlede via Kap det Gode Håb og i februar 1792, ankom den til Adventure Bay i den sydlige del af det nuværende Tasmanien. De brugte over en uge på at finde vand og tømmer, og de havde kontakt med de indfødte. Dette var Flinders' første besøg i Australien. Ekspeditionen lastede brødfrugt på Tahiti i april 1792 og sejlede derefter tilbage, men denne gang nord om det australske kontinent gennem Torresstrædet. Ud for Zagai Island havde de et sammenstød med bevæbnede indfødte i en flåde af kanoer, hvilket endte med flere døde øboere og en død blandt besætningen. Ekspeditionen ankom til Jamaica i februar 1793, lossede brødfrugten og sejlede derefter til England. Flinders gik i land i London i august 1793 efter mere end to år til søs.

### HMS Bellerophon
I september 1793 mønstrede Flinders igen HMS Bellerophon, som var under kaptajn Pasleys kommando. I 1794 tjente Flinders på skibet, da det var med i slaget kendt som Glorious First of June, det første og største søslag mellem Storbritannien og den Første franske Republik under de franske revolutionskrige. Flinders skrev en detaljeret beretning om det intense slag og beskrev også, hvordan kaptajn Pasley mistede sit ene ben efter et 18-pund skud, som gik gennem barrikaderne ved agterdækket. Både Pasley og Flinders overlevede, men Flinders foretrak herefter ekspeditioner i stedet for militæropgaver.

## Udforskning omkring New South Wales
Flinders lyst til eventyr fik ham til at mønstre på HMS Reliance i 1795. Skibet sejlede til New South Wales med koloniens nyudnævnte guvernør kaptajn John Hunter. På denne rejse udmærkede Flinders sig som en dygtig navigatør og kartograf. Han blev venner med skibets kirurg George Bass, der var tre år ældre og født 18 km fra Donington.

### Ekspeditioner medTom ThumbogTom Thumb II
HMS Reliance nåede frem til Port Jackson og Sydney i september 1795. Bass og Flinders organiserede snart en ekspedition i en lille åben båd, Tom Thumb, hvor de sammen med en dreng, Martin, sejlede ind i Botany Bay og op af Georges River. I marts 1796 tog de tre ud på en ny tur i en lignende båd, som de kaldte Tom Thumb II. De sejlede mod syd fra Port Jackson, men blev nødt til at gå i land ved Red Point (Port Kembla). Her fik de hjælp af to aboriginere, som førte båden til indsejlingen til Lake Illawarra. Her kunne de tørre deres krudt, og de fik vand fra en anden gruppe aboriginere. På vej tilbage til Sydney måtte de søge ly ved Wattamolla. De udforskede også dele af Port Hacking (Deeban).

### Omsejling af Van Diemens Land
I 1798 fik Matthew Flinders, som nu var løjtnant, kommando over sluppen Norfolk med ordre om at sejle forbi Furneaux's Islands og, hvis der var et stræde, sejle igennem det og returnere syd om Van Diemens Land. Flinders og Bass havde i de foregående måneder begge rejst i området, men uden at kunne konkludere med sikkerhed, om der var et stræde eller ej. Flinders sejlede sammen med Bass og en besætning med Norfolk langs den nord- og vestkysten af Van Diemen's Land, rundede Cape Pillar (sydøstspidsen af Tasmanien) og sejlede tilbage via Furneaux Islands. Dermed havde Flinders, som den første, sejlet rundt om Van Diemens Land og bekræftet, at der var et stræde. Strædet navngav han Bassstrædet efter sin ven. Den største ø i strædet fik senere navnet Flinders Island. Under rejsen sejlede Flinders og Bass i en lille båd nogle kilometer op af Derwent River, hvor de stødte på indfødte.

### Ekspedition til Hervey Bay
I 1799 fik Flinders tilladelse til at udforske kysten nord for Port Jackson, og han fik igen sluppen Norfolk. Bass var vendt tilbage til England og i stedet valgte Flinders sin bror Samuel Flinders og en Kuringgai mand ved navn Bungaree til rejsen. De tog afsted 8. juli 1799 og ankom til Moreton Bay seks dage senere. Han roede i land ved Woody Point (27°15′48″S 153°06′14″Ø / 27.2632°S 153.1039°Ø) og navngav et sted 3 km mod vest (27°15′46″S 153°04′45″Ø / 27.2628°S 153.0792°Ø) "Redcliffe" (på grund af de røde skrænter). Stedet hedder nu Clontarf Point, mens navnet Redcliffe bliver brugt om byen Redcliffe længere mod nord. Han gik i land på Coochiemudlo Island (27°34′13″S 153°19′59″Ø / 27.5703°S 153.3331°Ø) 19. juli, da han søgte efter en flod i den sydlige del af Moreton Bay.
I den nordlige del af Moreton Bay, udforskede Flinders et lille vandløb (27°04′14″S 153°08′34″Ø / 27.0705°S 153.1429°Ø), som han navngav Pumice Stone River (formentlig uvidende om at den adskilte Bribie Island fra fastlandet). Det hedder nu Pumicestone Passage. De fleste af ekspeditionens møder med aboriginere ved Moreton Bay var fredelige, men 15. juli, ved sydspidsen af Bribie Island, blev der kastet et spyd mod dem og en af de indfødte blev såret af skud. Flinders gav stedet navnet Point Skirmish (skirmish = sammenstød). Mens de lå for anker ved Pumice Stone, gik Flinders med tre besætningsmedlemmer inklusiv Bungaree flere kilometer over land og besteg Mount Beeburrum. De vendte tilbage efter at have passeret de stejle skrænter ved Mount Tibrogargan omkring 26. juli.
Efter Moreton Bay fortsatte Flinders mod nord så langt som Hervey Bay, før de sejlede mod syd igen. De kom tilbage til Sydney 20. august 1799.

## Kommando overInvestigator
I marts 1800 sejlede Flinders tilbage til England med Reliance. På rejsen opdagede man og kortlagde Antipodes Islands.
Flinders' arbejde havde tiltrukket mange videnskabsfolks opmærksomhed, heriblandt den indflydelsesrige Sir Joseph Banks, til hvem Flinders dedikerede sine rejsebeskrivelser Observations on the Coasts of Van Diemen's Land, on Bass's Strait, etc.. Banks brugte sin indflydelse hos Jarlen af Spencer til at overbevise Admiralitetet om vigtigheden af en ekspedition til at kortlægge New Hollands kystlinje. Resultatet blev, at Flinders i januar 1801 fik kommandoen over HMS Investigator, en slup på 334 ton, og den følgende måned blev udnævnt til commander, en officersgrad umiddelbart under kaptajn i Royal Navy.
Investigator sejlede mod New Holland 18. juli 1801. Med på ekspeditionen var botanikeren Robert Brown, botanikkunstneren Ferdinand Bauer, landskabskunstneren William Westall, gartneren Peter Good, den geologiske assistent John Allen og astronomen John Crosley. Vallance et al. bemærker at sammenlignet med den franske Baudin ekspedition, var det et meget beskedent hold videnskabsmænd, som afspejlede den britiske mådehold, når det kom til videnskabelig udforskning.

## Udforskning af den australske kystlinje

### Opmåling af sydkysten
Med Investigator nåede Flinders 6. december 1801 Australiens sydvestligste punkt Kap Leeuwin, som han navngav efter det nederlandske skib, som man mente først havde været der. Flinders fortsatte herfra og kortlagde hele sydkysten. Ekspeditionen ankrede op i King George Sound ved det nuværende Albury i en måned for at udforske området. Aboriginerne i området ville til at begynde med have, at de forsvandt igen, men forholdet blev efterhånden bedre, og det endte med, at en af de indfødte deltog i en eksercits med musket med skibets marinesoldater. I det nærliggende Oyster Harbour, fandt Flinders den kobberplade, som kaptajn Christopher Dixson på Elligood, havde efterladt året før.
Da de nærmede sig Port Lincoln, som Flinders opkaldt efter sin hjemegn Lincolnshire, druknede otte mand fra besætningen, da de kæntrede i en lille båd på vej til land. Flinders gav stedet navnet Memory Cove til deres minde. 21. marts 1802 nåede de en stor ø, hvor de så kænguruer. Flinders gik i land med nogle besætningsmedlemmer og de fandt, at kænguruerne var så tamme, at de kunne gå helt hen til dem. De dræbte 31 kænguruer. Flinders var godt tilfreds med den store forsyning af kød og gav øen navnet Kangaroo Island. Sælerne på øen var knap så fredelige, og et af besætningsmedlemmerne blev alvorligt bidt.
8. april 1802 mødte Investigator og Flinders den franske korvete Géographe, som var kommanderet af Nicolas Baudin, der var på en lignende ekspedition. Som videnskabsmænd udvekslede de detaljer om deres opdagelser, selv om de troede, at Frankrig og Storbritannien var i krig (de to lande havde underskrevet fredstraktaten i Amiens mindre end to uger før). Bugten hvor de mødtes, gav Flinders navnet Encounter Bay.
Herefter fortsatte Flinders langs kysten og udforskede Port Phillip (hvor Melbourne nu ligger). Flinders vidste ikke, at den var blevet udforsket kun ti uger tidligere af John Murray på HMS Lady Nelson. Flinders målte højden på Arthur's Seat, det højeste punkt ved kysten i den sydligste del af bugten. Han beskrev landet som indbydende, og at det flere steder så frugtbart ud. Da han målte You Yangs i den nordvestlige del af Port Phillip 1. maj, efterlod han en rulle papir med skibets navn i en lillebunke sten på toppen af bakken.
Da han var ved at løbe tør for forsyninger fortsatte han direkte til Sydney, hvor han ankom 9. maj 1802.

### Australien rundt
Flinders blev 12 uger i Sydney, hvor han fik nye forsyninger og ekstra mandskab, så han kunne fortsætte ekspeditionen til nordkysten af Australien. Bungaree, en aboriginer, som han havde sejlet med i 1799, kom med sammen med en anden aboriginer ved navn Nanbaree. Det blev også arrangeret, at kaptajn John Murray med Lady Nelson skulle ledsage Investigator som forsyningsskib på rejsen.
Flinders sejlede mod nord 22. juli 1802 og opmålte kyststrækningen i det, der senere blev til Queensland. De ankrede op ved Sandy Cape (nordspidsen af Fraser Island), hvor de med Bungaree som mellemmand spiste hvalspæk med en gruppe fra Batjala-folket. I starten af august sejlede Flinders ind i en bugt, som han navngav Port Curtis. Her smed de lokale aboriginere sten efter dem, da de prøvede at gå i land. Flinders gav ordrer til af affyre musketter over hovedet på dem for at sprede dem. Ekspeditionen fortsatte mod nord, men det blev stadigt vanskeligere, da de kom op til Great Barrier Reef. Lady Nelson var ikke længere tilstrækkelig sødygtig, så kaptajn Murray sejlede den tilbage til Sydney med besætningen og Nanbaree, som ønskede at komme hjem. Flinders kom forbi revene ved Whitsunday Islands og styrede Investigator mod nord til Torresstrædet. 29. oktober ankom de til Murray Island i den østlige del af strædet. Her byttede de jern til halskæder af muslingeskaller med de lokale.
Ekspeditionen sejlede ind i Carpentariabugten 4. november og kortlagde kysten til Arnhem Land. Ved Blue Mud Bay havde besætningen et sammenstød med aboriginere, da de samlede brænde. Et af besætningsmedlemmerne fik fire spydsår, mens to af aboriginerne blev dræbt af skud. I den nærliggende Caledon Bay tog Flinders en 14-årig dreng ved navn Woga til fange for at få de lokale til at returnere en økse, de havde stjålet. De fik ikke øksen tilbage, men Flinders løslod alligevel drengen efter, at han havde været bundet en dag til et træ. 17. februar 1803 stødte ekspeditionen nær Cape Wilberforce på en flåde af makassariske både fra det sydlige Sulawesi, som indsamlede søpølser. Flinders mødtes med deres kaptajn hed Pobasso, som fortalte om deres fiskeri i området.
På denne del af rejsen konstaterede man, at Investigator var i dårlig stand, og Flinders besluttede at fortsætte omsejlingen, men uden at kortlægge kysten. Han sejlede til Sydney via Timor og videre langs vest- og sydkysten af Australien. Undervejs kastede Flinders to smedejernsankre overbord, som blev fundet af dykkere i 1973 ved Middle Island, Recherche Archipelago, Western Australia. De to ankre kan ses på South Australian Maritime Museum og National Museum of Australia.
Da han ankom til Sydney 9. juni 1803, blev det vurderet, at Investigator ikke kunne reddes.

## Forsøg på at returnere til England og fangenskab
Da han ikke kunne finde et andet skib til at fortsætte sin udforskning sejlede Flinders mod England som passagerer ombord på HMS Porpoise, men rejsen blev ramt af uheld. Skibet blev slået til vrag på Wreck Reefs, en del af Great Barrier Reef, omkring 1.100 km nord for Sydney. Flinders styrede skibets kutter over åbent hav tilbage til Sydney, hvor han arrangerede en redningsaktion for den strandede besætning. Flinders fik herefter kommandoen over en 29 tons skonnert HMS Cumberland og sejlede mod England. Skibets dårlige stand gjorde, at han var nødt til at gå i havn på den franske Isle de France (Mauritius) for at få skibet repareret 17. december 1803, kun tre måneder efter at Baudin døde samme sted.
Krigen mellem Storbritannien og Frankrig var brudt ud igen i maj, men Flinders håbede, at hans franske pas (som var udstedt til Investigator og ikke Cumberland) og hans rejses videnskabelige karakter ville give ham tilladelse til at fortsætte. Til trods for det og kendskabet til Baudins tidligere møde med Flinders, tilbageholdt den franske guvernør, Charles Mathieu Isidore Decaen, Flinders. Forholdet mellem de to var dårligt. Flinders var utilfreds med behandlingen, og Decaen blev fornærmet, da Flinders afslog en middagsinvitation fra ham og hans kone. Decaen var mistroisk overfor den påståede videnskabelige ekspedition, da Cumberland ikke havde nogen videnskabsmænd med, og Decaens gennemsøgning af skibet afslørede en kiste med papirer (inklusiv rapporter fra Philip Gidley King, guvernøren i New South Wales), som ikke var tilladt under hans videnskabelige pas. En af Kings rapporter var til det Britiske Admiralitet, hvor han anmod om flere tropper, hvis Decaen skulle angribe Port Jackson. Blandt de papirer, som blev beslaglagt, var de tre logbøger fra HMS Investigator, hvoraf kun de to første blev returneret til Flinders. De to første findes nu på State Library of New South Wales. Det tredje bind blev senere overgivet til Admiralty Library og opbevares nu i British Public Record Office. Decaen refererede sagen til den franske regering, men den var længe undervejs, dels på grund af den lange rejse, dels på grund af den almindelige forvirring under krigen. Omsider, 11. marts 1806, gav Napoleon sin tilladelse til at løslade Flinders, men Decaen nægtede stadig. Han var bange for, at Flinders' kendskab til øens forsvarsværker ville kunne opmuntre Storbritannien til at forsøge et angreb på Isle de France. I juni 1809 begyndte Royal Navy en blokade af øen og i juni 1810 blev Flinders løsladt. Han sejlede til Kap det Gode Håb på Olympia, som sejlede med rapporter tilbage til Storbritannien. Han blev udnævnt til post-captain i Royal Navy, før han fortsatte til England.
Flinders var indespærret de første måneder af sit fangenskab, men han fik senere større frihed til at bevæge sig rundt på øen, ligesom han fik adgang til sine papirer. I november 1804 sendte han det første kort over den kystlinje, han havde opmålt, tilbage til England. Det var det eneste kort, som Flinders lavede, hvor han brugte titlen "Australia or Terra Australis" i stedet for New Holland, som James Cook brugte i 1770 og Abel Tasman havde brugt i en nederlandsk version i 1644. Det var første gang, han brugte navnet Australia. Han brugte kun navnet New Holland om den vestlige del af kontinentet. På grund af Flinders fangenskab blev det første kort over hele Australien, offentliggjort i 1811 af Freycinet, som var med på Baudins ekspedition.
Flinders vendte omsider tilbage til England i oktober 1810. Hans helbred var dårligt, men han genoptog straks arbejdet med sin beretning A Voyage to Terra Australis og sine kort. Den fulde titel på bogen, som blev udgivet i London i juli 1814, var: A Voyage to Terra Australis: undertaken for the purpose of completing the discovery of that vast country, and prosecuted in the years 1801, 1802, and 1803 in His Majesty's ship the Investigator, and subsequently in the armed vessel Porpoise and Cumberland Schooner. With an account of the shipwreck of the Porpoise, arrival of the Cumberland at Mauritius, and imprisonment of the commander during six years and a half in that island (En Rejse til Terra Australis: foretaget med det formål at fuldføre opdagelsen af det store land, udført i årene 1801, 1802 og 1803 i skibet HMS Investigator, og efterfølgende i det bevæbnede skib Porpoise og skonnerten Cumberland. Med en beretning om Porpoises havari, Cumberlands ankomst til Mauritius, og den efterfølgende fængsling af kaptajnen i seks et halvt år på øen). Originale eksemplarer af Atlas to Flinders' Voyage to Terra Australis findes på Mitchell Library i Sydney som portfolio som fulgte med bogen og inkluderede 16 kort, fire plancher med udsigter og ti plancher med australsk flora. Bogen blev genudgivet i tre bind i 1964 med et genoptryk af portfoliet. Flinders' kort Terra Australis or Australia (de to navne var byttet om i forhold til manuskriptet fra 1804) blev udgivet i januar 1814 og de resterende kort blev udgivet før hans atlas og bog.

## Død og genbegravelse
Flinders døde 40 år gammel 19. juli 1814 af en nyresygdom i sit hjem i London, 14 London Street, senere omdøbt til Maple Street og nu, der hvor BT Tower ligger. Det var dagen efter hans bog og atlas blev udgivet. Flinders så dog aldrig sit færdige værk, da han ikke var ved bevidsthed. 23. juli blev han begravet på begravelsespladsen, der hørte til St James's Church i Piccadilly, som lå et stykke fra kirken ved Hampstead Road, Camden, London. Begravelsespladsen var i brug fra 1790 til 1853. I 1852 var gravens placering glemt på grund af ændringer på begravelsespladsen.
I 1878 blev begravelsespladsen omdannet til parken St James's Gardens, og kun nogle få gravsten blev bevaret. Dele af parken af blev bebygget, da Euston railway station blev udvidet, og man antog, at Flinders' grav lå under stationen. Parken blev lukket for offentligheden i 2017, da man startede en ny udvidelse af stationen i forbindelse med High Speed 2 (HS2).
Flinders' grav blev lokaliseret af arkæologer i januar 2019. Hans kiste blev identificeret af en velbevaret blyplade. 17. oktober 2019 annoncerede HS2 Ltd, at Flinders' rester vil blive genbegravet i sognekirken St Mary and the Holy Rood i Donington, hvor han blev døbt.

## Familie
17.april 1801 blev Flinders gift med Ann Chappelle (1772–1852), og han håbede at tage hende med til Port Jackson. Admiralitetet havde dog strenge regler mod at kaptajner medtog deres hustruer. Flinders tog alligevel Ann ombord og planlagde at ignorere reglerne. Admiralitetet fik kendskab til hans planer, gav ham en reprimande for dårlig dømmekraft og beordrede, at hans kone skulle forlade skibet. Dette er veldokumenteret i en korrespondance fra Sir Joseph Banks til Flinders i maj 1801.
Som resultat heraf måtte hans kone blive i England og han så hende først ni år senere på grund af hans fangenskab på Isle de France på vej hjem. Da de endelig blev forenet igen, fik de en datter, Anne, (1. april 1812 – 1892), som senere blev gift med William Petrie (1821–1908). I 1853 tildelte regeringerne i New South Wales og Victoria en forsinket pension til hendes afdøde mor på £100 om året til en af moderens efterkommere. Det accepterede Anne på vegne af hendes nyfødte søn, William Matthew Flinders Petrie, som senere skulle blive en anerkendt arkæolog og egyptolog.

## Eftermæle
Flinders' bog blev læst af mange og navnet "Australia" blev almindelig kendt. Lachlan Macquarie, guvernør i New South Wales, kunne godt lide navnet og brugte det i sine rapporter til England. 12. december 1817, Anbefalede han til Colonial Office. at navnet skulle gøres officielt. I 1824 vedtog det Britiske Admiralitet, at det officielle navn for kontinentet fremover var Australia.[kilde mangler]
Flinders opkaldte aldrig nogen af sine opdagelser efter sig selv. Alligevel findes der mere end 100 geografiske steder i Australien med hans navn, heriblandt Flinders Island i Bassstrædet, men ikke Flinders Island i South Australia, som han opkaldte efter sin yngre bror, Samuel Flinders.
Flinders er særlig anerkendt i South Australia, hvor han regnes som den vigtigste udforsker af staten. En række steder i South Australia er opkaldt efter ham: Flinders Ranges og Flinders Ranges National Park, Flinders Column ved Mount Lofty, Flinders Chase National Park på Kangaroo Island, Flinders University, Flinders Medical Centre, forstaden Flinders Park og Flinders Street i Adelaide. I Victoria er der Flinders Peak, Flinders Street i Melbourne, forstaden Flinders, valgkredsen Flinders og Matthew Flinders Girls Secondary College i Geelong.
Flinders Bay i Western Australia og Flinders Way i Canberra er opkaldt efter ham. Skoler som Flinders Park Primary School i South Australia og Matthew Flinders Anglican College på Sunshine Coast i Queensland er også opkaldt efter ham. I Queensland ligger floden Flinders ligesom et tidligere valgdistrikt til Queenslands parlament hed Flinders. Der er også hovedveje med navnet Flinders Highway i både Queensland og South Australia.
Ved Bass & Flinders Point i den sydligste del af Cronulla i New South Wales er der et monument for George Bass og Matthew Flinders, som udforskede Port Hacking.
Der er en række statuer af Flinders i Australien. I hans fødeland blev den første statue rejst 16. marts 2006 (hans fødselsdag) i hjembyen Donington. Statuen omfatter også hans kat Trim, som var med på hans rejser. I juli 2014, 200 år efter hans død, blev en stor bronzestatue af Flinders, lavet af billedhuggeren Mark Richards, afsløret i Australia House i London af Prins William. Den blev senere opstillet ved Euston station nær hans formodede gravsted.
På baggrund af sin erfaring med navigation og kompas foreslog Flinders at bruge jernbarrer til at kompensere for den magnetiske deviation forårsaget af jern ombord på skibet. Den endelige løsning, som først blev taget i brugt efter Flinders død bliver kaldt Flinders barre.
Flinders opfandt også begrebet "dodge tide", som beskriver et fravær af tidevand i flere dage, som han observerede i de meget lavvandede bugter Spencer og St Vincent's. Fænomenet kendes nu også i den Mexicanske Golf og det Irske Hav.
Flinders var beslægtet med John Franklin, som også blev en kendt opdagelsesrejsende. Franklins mor Hannah var søster til Flinders stedmor Elizabeth. Flinders tog Franklin med på sin rejse med Investigator.
Flinders var motivet på et australsk frimærke i 1964, igen i 1980 og i 1998 med George Bass.
Flindersia er en slægt med 14 træarter i citrusfamilien. Den er navngivet af Investigators botaniker, Robert Brown.
Flinders gik i land på Coochiemudlo Island 19. juli 1799, da han ledte efter en flod i den sydlige del af Moreton Bay i Queensland. Øens indbyggere fejrer hvert år Flinders Day til minde om landgangen.
Flinders udforskning i Hervey Bay mindes med et monument kaldet Matthew Flinders Lookout på toppen af skrænten, der vender mod bugten i Dayman Park i Urangan (25°17′21″S 152°54′29″Ø / 25.2893°S 152.9080°Ø).

## Publikationer
- A Voyage to Terra Australis, with an accompanying Atlas. 2 vol. – London : G & W Nicol, 18. juli 1814
- Australia Circumnavigated: The Journal of HMS Investigator, 1801–1803. Edited by Kenneth Morgan, 2 vols, The Hakluyt Society, London, 2015.
- Trim: Being the True Story of a Brave Seafaring Cat.
- Private Journal 1803–1814. Edited with an introduction by Anthony J. Brown and Gillian Dooley. Friends of the State Library of South Australia, 2005.
- Flinders, Matthew (1806). "Observations upon the Marine Barometer, Made during the Examination of the Coasts of New Holland and New South Wales, in the Years 1801, 1802, and 1803". Philosophical Transactions of the Royal Society. 96: 239-266. doi:10.1098/rstl.1806.0012.
- Flinders, Matthew (1805). "Concerning the Differences in the Magnetic Needle, on Board the Investigator, Arising from an Alteration in the Direction of the Ship's Head". Philosophical Transactions of the Royal Society. 95: 186-197. doi:10.1098/rstl.1805.0012.